# Esculape

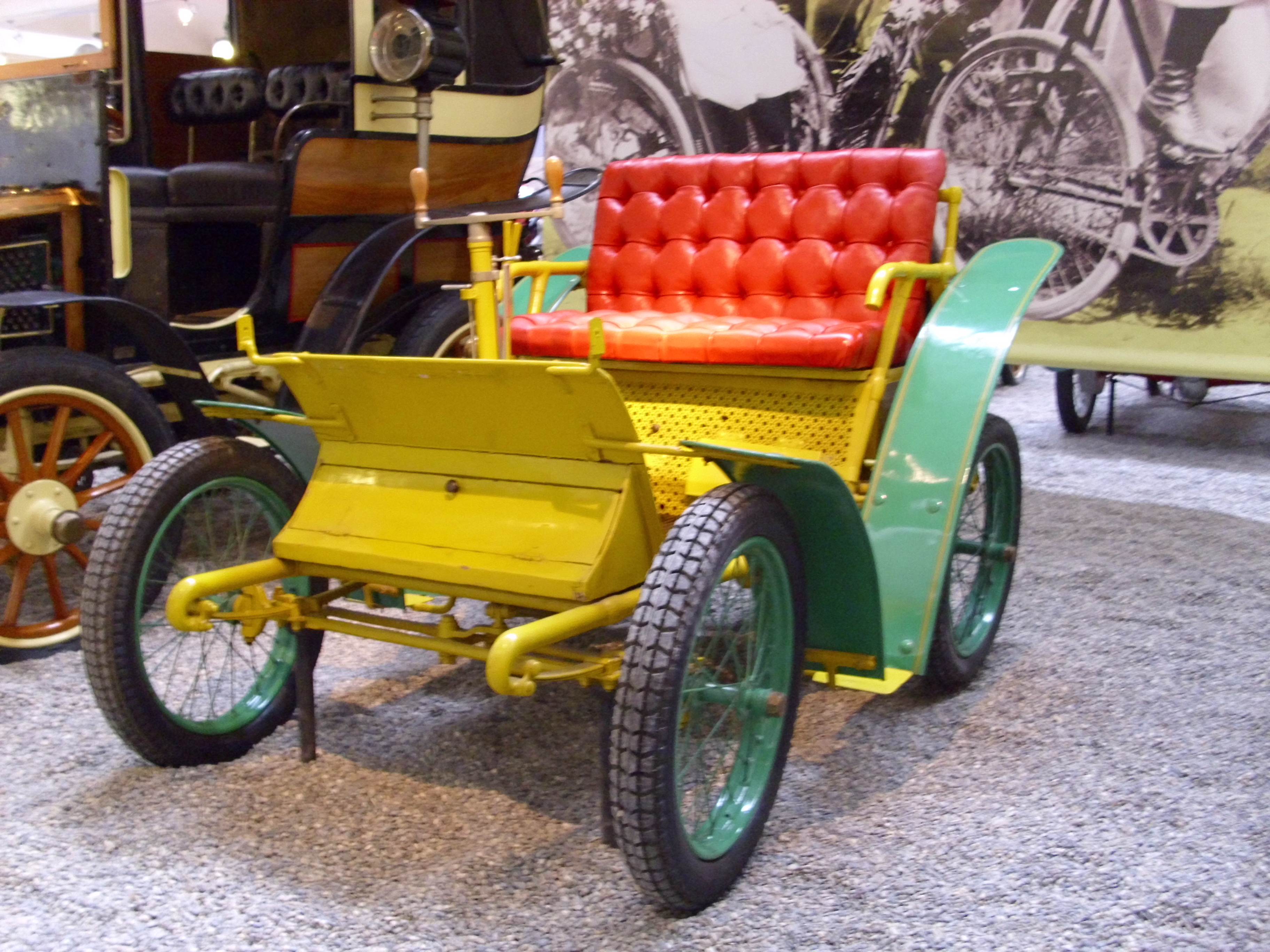
Esculape von 1899 in der Cité de l’Automobile – Musée National – Collection Schlumpf. Dort mit Baujahr 1898 angegeben.

Esculape (französisch für Äskulap) war eine französische Automarke.

## Unternehmensgeschichte
Das Unternehmen Automobile Union aus Paris begann 1899 mit der Herstellung von Automobilen. Der Markenname lautete Esculape. Im gleichen Jahr endete die Produktion.
Andere Quellen geben davon abweichend den Produktionszeitraum mit 1898 bis 1900 oder mit 1898 bis 1902 an.

## Modelle
Das einzige Modell war ein Kleinwagen. Es hatte einen De-Dion-Bouton-Einzylindermotor mit 2,25 PS Leistung im Heck. Alternativ war auch ein Motor mit 2,75 PS Leistung erhältlich. Besonderheit war die Wasserkühlung des Motorblocks und die Luftkühlung des Zylinderkopfes. Das Getriebe hatte zwei Gänge. Die Fahrzeuglänge betrug 210 cm und die Fahrzeugbreite 135 cm. Die Höchstgeschwindigkeit war mit 35 km/h angegeben.
Ein Fahrzeug dieser Marke ist im Cité de l’Automobile in Mülhausen, Frankreich zu besichtigen.